# Albert Decin
Albert Decin (Oekene, 5 giugno 1920 – Kortrijk, 13 luglio 1994) è stato un ciclista su strada belga.
Professionista dal 1944 al 1954, fu vincitore di una Kuurne-Bruxelles-Kuurne e salì due volte sul podio alla Gand-Wevelgem.

## Palmarès
- 1941 (Individuale, una vittoria)

Kermesse di Aaigem
- 1944 (Alcyon-Dunlop, una vittoria)

Kermesse di Aaigem
- 1945 (Alcyon-Dunlop, una vittoria)

Guellegem Koerse (kermesse)
- 1946 (Bertin-Wolber, una vittoria)

Stadt Kortrijk (criterium)
- 1947 (Arbos, una vittoria)

Ardooie (kermesse)
- 1948 (Individuale, due vittorie)

Prix de Grimbergen
Vichte (kermesse)
- 1949 (La Française, una vittoria)

Kuurne-Bruxelles-Kuurne
- 1950 (Titan, tre vittorie)

Omloop Mandel-Leie-Schelde
Gistel (kermesse)
Kortemark (kermesse)

## Piazzamenti

### Classiche monumento
- Parigi-Roubaix

1949: 12º
1950: 58º